# Fáncsy Lajos
Fáncsy Lajos (Pécs, 1809. augusztus 25. – Pest, 1854. december 23.) magyar színész.

## Élete
Apja Fáncsy Imre káptalani hivatalnok volt. Középiskoláit szülővárosában végezte és különösen a latin és görög nyelvben és irodalomban tűnt ki. A pesti egyetemen végezte el felsőbb tanulmányait; a híres Imre tanár alatt már 1825–1826-ban azok közé az ifjak közé tartozott, akik a bölcseletből magyarul vizsgáztak. 1828–1829-ben a pesti gróf Beleznai-féle kert palotatermében Balla vándor színigazgató magyar színi előadásokat tartott, s ennek látogatása adta a végső lökést, hogy a gyermekkora óta táplált ideának megfelelően, tanulmányai mellett idejének egy részét a színművészet és szépművészetek tanulására szentelje. Első föllépése a Beleznai palotában sikert hozott, s ezért Pestet elhagyva egy vidéki színésztársulathoz szegődött. Egy év alatt Miskolcon a közönség kedvence lett. Ezután a Felvidék városaiban lépett föl a miskolci társulattal, majd tavasszal elhagyva ezt a társulatot a pozsonyi országgyűlés idején ott működő Komlossy-társulat tagja lett. Az András és Béla című drámában mint István 1833. április 15. kezdte meg szereplését. Nyáron Győrbe és Komáromba, majd Balatonfüredre költözött a társulat, ahonnan a fürdőidény végén a pesti német színpadi előadásokra ismét a fővárosba tért vissza. Fáncsy akkor Budán a Várszínházban működött, Kassáról elszakadt és a Pest megyei választmány kormánya alatt állt társaság tagjául hívatván meg, Budán 1833. szeptember 12. mint Konrád, Raupachnak Molnár és gyermeke című szomorújátékában kezdte meg pályája új szakát, mely Megyeri, Kántorné stb. körében sokkal tanulságosabb is volt. Budán kedvező szerencsével játszott szerelmes és ifjú hős szerepeket, melyeken az akkor már szintén itt levő Lendvay Mártonnal osztozott; sőt a cselszövő szerepekben is sikerrel lépett föl és már ekkor Hamletet is adta. A balett miatt meghasonlásba jövén az igazgatósággal, 1834. december 2.-án elhagyta a budai színházat. 1835. január 19-étől Kassán vendégszerepelt. Ez év tavaszán kelt össze Meszlényi Máriával. Kassáról, László Józseffel szövetkezve Nagyváradra ment, ahol társaságot szerezvén 1836. május 1-jéig működtek a Nánási városi tanácsos által épített ideiglenes színházban. Ekkor a budai színház igazgatóságától ismét visszahívatván, magát újólag a központi színészetnek szentelte, s május 14. kezdette meg budai előadásait. A nemzeti színház megnyitása előtt szétoszolván a budai társaság, ő Pécsre vonult, ahol mint vendég lépett föl; azután a külföldi, különösen a németországi fővárosok műintézeteit látogatta meg. 1837. augusztus 22.-én a pesti nemzeti színház ünnepélyes megnyitásakor ő is áldozott azon oltáron, melynek fölépülése művészi vágyainak főeszménye volt. Azóta folytonosan ezen intézetnél működött. Pesti pályája kezdetén Bajza igazgató őt először jelmez-, utóbb előadási rendezővé tette, úgyhogy munkássága nagy részben megoszlott az igazgatósági ügykezelés és színészi működés között. Földváry Gábor kormánya alatt mint főrendező és gróf Ráday Gedeon alatt mint igazgatási ügyvivő nagyon is sokszor állott csatában az igazgatás hibáit, visszaéléseit ostorozó sajtóval és polemiáiban sok ügyességgel harcolt az igazgatóság érdekei mellett. 1849 szeptemberétől kezdve Simontsits János igazgatósága alatt, mint igazgatósági felügyelő a Nemzeti Színház művészeti kormányát vitte, s azon súlyos években minden lehetőt elkövetett arra nézve, hogy Nemzeti Színházunk az idők viharát diadalmasan kiállja és európai szép hírét fenntartsa. Azonban az ő célszerű intézkedéseinek, messze kiható terveinek véget vetett Festetics Leó gróf igazgatása, melynek bekövetkeztével visszalépett az intézet művezetésétől, ami sok fájdalmat okozott neki és előidézte korai halálát. Özvegyet és két árvát hagyott maga után. A Nemzeti Színház méltányolván Fáncsy érdemeit, az özvegy részére évi segélyt rendelt, leányai: Etelka Dienes Lajos magyar iró és Ilka Lendvay Márton színművésznek lettek nejei; előbbi korán elhunyt férjét nemsokára követte. Fáncsy egyike volt a legműveltebb magyar színészeknek, mit leginkább szorgalmas elméleti tanulmányainak köszönhetett. Az ő játékán a mélyebb színművészeti felfogás, meggondolt, szabatos előadás, a túlzásokat, hamis pátoszt nem tűrő eszmélet nyugalma tűnt föl; innen volt az, hogy Fáncsy a verses színművekben is szépen és értelmesen szavalt. Az ő valódi játékköre: a csendesebb kedélyhangulatú, hidegvérű, komoly, szigorú férfiak, a III. Henrik-féle gyávák, gyönge lelkűek, s a Homodei-forma különcök ábrázolása. De mindenek fölött legjelesebb volt ő a cselszövő szerepekben, kivált ahol ravasz álnokságot, elfojtott bosszút, éles metsző gúnyt és megvető fitymálást kellett kifejeznie. A magasabb tragikumban és nemesebb komikumban is volt néhány sikeres szerepe; mint Shylock, Jágó, Muley Hasszán, Edgár, Ralph, Don José és Nyakasy táblabíró leginkább kulminált művészetével. A Nemzeti Színház nyugdíjintézetének létesítése körül is nem csekély érdeme van.
Arcképe: rézmetszet, rajzolta Kiss B., metszette Perlaszka; kőnyomat Marastonitól, Pest, 1855. (A Fáncsy-Albumban.)

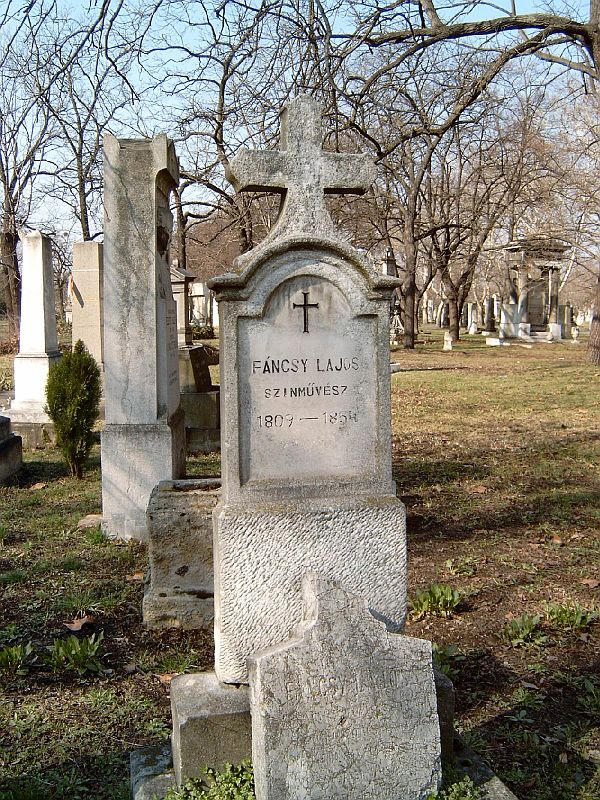
Fáncsy Lajos sírja Budapesten. Kerepesi temető: 29/1-1-12 A kivitelező a Gerenday-cég volt.

## Fontosabb szerepei
- Gilbert (Hugo: Tudor Mária)
- Gennaro (Hugo: Borgia Lucretia)
- Claude Frollo (Hugo–Brich–Pfeiffer: A notre dame-i toronyőr)
- Tartuffe (Molière)
- Shylock (Shakespeare: A velencei kalmár)
- Jago (Shakespeare: Othello)
- Edgar (Shakespeare: Lear király)
- Athéni Timon (Shakespeare:Athéni Timon)
- Wurm (Friedrich Schiller: Ármány és szerelem)
- Biberách (Katona József: Bánk bán)
- Benó (Vörösmarty Mihály: Vérnász)
- Macskaházy (Eötvös J.–Szigeti J.: Viola)

## Munkái
- Az aggszinész és leánya, vagy még is kivívtam! vígjáték 1 felvonásban, Bayard és Théaulon után szinünkre alkalmazva ford. (Pesti N. Játékszíni Zsebkönyv 1840-re; először a pesti Nemzeti Színházban 1889. jan. 30., még azon évben ötször és 1841. febr. 18.)
- Még van idő, színjáték 3 felvonásban. A. P. után németből ford. a m. tud. társ. költségén, Pest, 1842. (Nemzeti Szinházi Zsebkönyv 1842-re is hozta; Pesten a nemz. szinházban 1841. nov. 14. és 1842. febr. 14.)
- Griseldis, drámai költemény 5 felvonásban. Halm Fridrik után ford. Buda, 1843. (Szinműtár, kiadja Nagy Ignácz IV. kötet 8 füzet. LII. sz. először adatott Budán 1836. nov. 19. és Pesten a nemzeti szinházban 1837. aug. 24.)
- Nőm és hivatalom, vígjáték 3 felvonásban. Bayard és Wailly után franciából ford.; Jer ide vígj. 1 felv. németből ford. Közrebocsátá Pály Elek. Kolozsvár, 1844. Utóbbi a Játékszíni Emlékkönyvben is (1848-ra Aradon.)
- Sajdár és Rurik. Regényes dráma karénekei. Kolozsvár, 1854. (Az eredeti drámát, melyet Bárány Boldizsár regénye után írt, előadták a pesti nemzeti szinházban először 1854. aug. 18.)

Első költeménye: Berkesd, hős rege a magyar előidőből (Magyar Játékszíni zsebkönyvecske, Szeged, 1833.) Budán 1837. március 19. a magyar szinésztársaság utolsó előadásán tartott bucsúbeszéde (Honművész 24. 25. sz.), Szinpadi szabadság Angliában c. cikke (Athenaeum 1839), polémiái és nyilatkozatai (Athenaeum 1841., a Honművészben 1836. 63. sz. és a Hölgyfutárban 1850. 28. sz. 1851. 38. sz.). A színház ügye melletti buzgóságának egyik legkiválóbb bizonyítványa a Pesti Naplóban (1854) megjelent Cserháti levelek, melyek hosszú cikksorozatban a színház körüli hiányokat, mulasztásokat és azok orvoslását tárgyalják.
Színdarabjai, melyeket idegenből fordított, vagy játékszínre alkalmazott, első előadatásuk sorrendében a következők:
- Dicsvágy a konyhában, vagy: az a la chipolata pudding, tréfajáték 1 felv Scribe és Mazeres után ford. (Miskolcon 1833. febr. 10.)
- Solothurn ostroma, hist. dr. 2 f., a bécsi udvari játékszínre írta Weidman udvari színész, ezen alkalomból magyarra ford. (Miskolcon, febr. 12.)
- Stuart Mária, új dr. 4 f., Walter Scott után kidolgozta Lembert, ford. (Miskolcon márc. 23.)
- Leánykérés szabály szerint, vagy ha parancsolja, vigj. 4 f. Töpfer Károly után ford. (Budán 1834. jan. 19., azután többször, igy Debrecenben 1835. dec. 27. Pesten 1839. szept. 27. sat.)
- Domi az amerikai majom vagy néger bosszú, melodr. pantom. j. 3 f., Toldy Ferenc után ford. zenéje Müller Adolftól (Budán 1834. ápr. 24. 27. sat.)
- Waldemár álma vagy a molnár leánya, reg. színj. 4 f. egy előj., Birch-Pfeiffer Karolina után ford. (Budán szept. 10.)
- Az arany király, madarász és az uszkárnyiró, új tüneményes víg parodia 2 f., Hopp után szabadon magyarította, zenéje Müller Adolftól (Kassán 1835. ápr. 9., Debrecenben 1836. jan. 17., Budán máj. 17., aug. 28., nov. 27. sat.)
- Enzio király, tört. szomj. 5 f., Raupach Erneszt után ford. (Budán 1835. aug. 21. Pesten okt. 2.)
- Világ vége vagy enyv, cérna és lábszíj család, énekes vígj. 3 f. Nestroy munkája után ford. (Komlóssy Ferenccel, zenéje Müller Adolftól, Debrecenben 1836. jan. 15.)
- Griseldis, dr. 5 f. Halm Frigyes után ford. (Budán nov. 19. Debrecenben 1837. febr. 11., Pesten 1839. márc. 11. és okt. 6.)
- A Notre-Dame harangozója, reg. dr. 6 képben, Hugó Viktor után színre dolgozta Birch-Pfeiffer Karolina, ford. (Debrecenben 1837. febr. 25. Budán márc. 7. Pesten 1839. júl. 18. sat.)
- IV. Henrik házi élete, vígj. 1 felv. Mm. de Villeneuve, Emile van der Busch, Desforges francia kidolgozásuk és Stavinski németje után ford. (1837. szept. 16.)
- Sevilla csillaga, szomj. 5 f., Lope de Vega spanyol színműve után kidolgozta Zedlitz József Keresztély báró, ford. a m. t. társ. költségén (Pesten 1839. jan. 28. és 1849. dec. 14.)
- Kean vagy könynyelműség és lángész, színj. 5 felv. Dumas Sándor után ford. (Pesten 1838. febr. 16.)
- Dubarry grófnő, udvari színj. 3 felv. ford. (Pécsett 1839. máj. 20.), Tizenhat éves királyné, dr. 2 felv. franciából Hell Tivadar, németből ford… (Pesten 1839. júl. 11.)
- Utazás közös költségen, víg rajz 5 f., franciából németre szabadon kidolgozta Angely Lajos, ford. a m. t. társ. költs. (Pesten 1839. okt. 2.)
- A királynő és kalandorok, színj. 5 f. Laube Monaldeschije után ford. (1845. okt. 11.)
- Adrienne, dr. 5 f. Prechtler Ottó után ford. (1848. júl. 26.)
- Sorel Agnes, dr. költ. 5 f. Grutsch Ferenc után ford. (Pesten 1850. jan. 31.)
- A fogház, vígj. 4 f., Benedix R. után magyarosította (Pesten, 1854. jan. 27.)
- Három ara egy helyett, vígj. 4 f., Benedix Ein Lustspiel c. vígj. után színre szabadon alkalmazta (Pesten, jún. 2.)
- Rózsa és Rózsika, vígj. 4 f. Birch-Pfeiffer Karolina után magyar színre alkalmazta (Pesten, jún. 28.)

Benkő szerint még a következő színműveket fordította:
- Elismert (Weidmann után)
- Dubarry grófnő (Jacques François Ancelot)
- Fürdőre kell menni (Goslan)
- Tizenhat éves királyné (Hell)
- Rogneda és Vladimir (Artner Teréz)
- Valberg Eliza (August Wilhelm Iffland)

## Jókai Mórral való rokonsága
|                          |                          |                          |                          |                          |                          |                         |                         |                             |                             |                             |                             |                                 |                                 |                                 |                                 |                                 |                                 |                   |                   |                   |                   |  |  |                                |                                |                                |                                | Benke József (1781–1855)       | Benke József (1781–1855)       | Benke József (1781–1855) | Benke József (1781–1855) | Benke József (1781–1855)    | Benke József (1781–1855)    |                             |                             | Rácz Zsuzsánna              | Rácz Zsuzsánna              | Rácz Zsuzsánna           | Rácz Zsuzsánna           | Rácz Zsuzsánna                     | Rácz Zsuzsánna                     |                                    |                                    |                                    |                                    |                          |                          |                              |                              |                              |                              | Jókay József (1781–1837)     | Jókay József (1781–1837)     | Jókay József (1781–1837) | Jókay József (1781–1837) | Jókay József (1781–1837) | Jókay József (1781–1837) |                          |                          | Pulay Mária (1790–1866)  | Pulay Mária (1790–1866)  | Pulay Mária (1790–1866) | Pulay Mária (1790–1866) | Pulay Mária (1790–1866)  | Pulay Mária (1790–1866)  |                          |                          |                          |                          |  |  |                         |                         |                         |                         |                         |                         |  |  |  |  |  |  |  |  |  |  |  |  |  |  |
|                          |                          |                          |                          |                          |                          |                         |                         |                             |                             |                             |                             |                                 |                                 |                                 |                                 |                                 |                                 |                   |                   |                   |                   |  |  |                                |                                |                                |                                | Benke József (1781–1855)       | Benke József (1781–1855)       | Benke József (1781–1855) | Benke József (1781–1855) | Benke József (1781–1855)    | Benke József (1781–1855)    |                             |                             | Rácz Zsuzsánna              | Rácz Zsuzsánna              | Rácz Zsuzsánna           | Rácz Zsuzsánna           | Rácz Zsuzsánna                     | Rácz Zsuzsánna                     |                                    |                                    |                                    |                                    |                          |                          |                              |                              |                              |                              | Jókay József (1781–1837)     | Jókay József (1781–1837)     | Jókay József (1781–1837) | Jókay József (1781–1837) | Jókay József (1781–1837) | Jókay József (1781–1837) |                          |                          | Pulay Mária (1790–1866)  | Pulay Mária (1790–1866)  | Pulay Mária (1790–1866) | Pulay Mária (1790–1866) | Pulay Mária (1790–1866)  | Pulay Mária (1790–1866)  |                          |                          |                          |                          |  |  |                         |                         |                         |                         |                         |                         |  |  |  |  |  |  |  |  |  |  |  |  |  |  |
|                          |                          |                          |                          |                          |                          |                         |                         |                             |                             |                             |                             |                                 |                                 |                                 |                                 |                                 |                                 |                   |                   |                   |                   |  |  |                                |                                |                                |                                |                                |                                |                          |                          |                             |                             |                             |                             |                             |                             |                          |                          |                                    |                                    |                                    |                                    |                                    |                                    |                          |                          |                              |                              |                              |                              |                              |                              |                          |                          |                          |                          |                          |                          |                          |                          |                         |                         |                          |                          |                          |                          |                          |                          |  |  |                         |                         |                         |                         |                         |                         |  |  |  |  |  |  |  |  |  |  |  |  |  |  |
|                          |                          |                          |                          |                          |                          |                         |                         |                             |                             |                             |                             |                                 |                                 |                                 |                                 |                                 |                                 |                   |                   |                   |                   |  |  |                                |                                |                                |                                |                                |                                |                          |                          |                             |                             |                             |                             |                             |                             |                          |                          |                                    |                                    |                                    |                                    |                                    |                                    |                          |                          |                              |                              |                              |                              |                              |                              |                          |                          |                          |                          |                          |                          |                          |                          |                         |                         |                          |                          |                          |                          |                          |                          |  |  |                         |                         |                         |                         |                         |                         |  |  |  |  |  |  |  |  |  |  |  |  |  |  |
| Fáncsy Lajos (1809–1854) | Fáncsy Lajos (1809–1854) | Fáncsy Lajos (1809–1854) | Fáncsy Lajos (1809–1854) | Fáncsy Lajos (1809–1854) | Fáncsy Lajos (1809–1854) |                         |                         | Meszlényi Mária (1813–1889) | Meszlényi Mária (1813–1889) | Meszlényi Mária (1813–1889) | Meszlényi Mária (1813–1889) | Meszlényi Mária (1813–1889)     | Meszlényi Mária (1813–1889)     |                                 |                                 | Jeremiás Karolina               | Jeremiás Karolina               | Jeremiás Karolina | Jeremiás Karolina | Jeremiás Karolina | Jeremiás Karolina |  |  | id. Lendvay Márton (1807–1858) | id. Lendvay Márton (1807–1858) | id. Lendvay Márton (1807–1858) | id. Lendvay Márton (1807–1858) | id. Lendvay Márton (1807–1858) | id. Lendvay Márton (1807–1858) |                          |                          | Laborfalvi Róza (1817–1886) | Laborfalvi Róza (1817–1886) | Laborfalvi Róza (1817–1886) | Laborfalvi Róza (1817–1886) | Laborfalvi Róza (1817–1886) | Laborfalvi Róza (1817–1886) |                          |                          | Jókai Mór (1825–1904)              | Jókai Mór (1825–1904)              | Jókai Mór (1825–1904)              | Jókai Mór (1825–1904)              | Jókai Mór (1825–1904)              | Jókai Mór (1825–1904)              |                          |                          | Nagy Bella (1879–1947)       | Nagy Bella (1879–1947)       | Nagy Bella (1879–1947)       | Nagy Bella (1879–1947)       | Nagy Bella (1879–1947)       | Nagy Bella (1879–1947)       |                          |                          | Jókay Károly (1814–1902) | Jókay Károly (1814–1902) | Jókay Károly (1814–1902) | Jókay Károly (1814–1902) | Jókay Károly (1814–1902) | Jókay Károly (1814–1902) |                         |                         | Jókai Eszter (1816–1889) | Jókai Eszter (1816–1889) | Jókai Eszter (1816–1889) | Jókai Eszter (1816–1889) | Jókai Eszter (1816–1889) | Jókai Eszter (1816–1889) |  |  | Váli Ferenc (1810–1882) | Váli Ferenc (1810–1882) | Váli Ferenc (1810–1882) | Váli Ferenc (1810–1882) | Váli Ferenc (1810–1882) | Váli Ferenc (1810–1882) |  |  |  |  |  |  |  |  |  |  |  |  |  |  |
| Fáncsy Lajos (1809–1854) | Fáncsy Lajos (1809–1854) | Fáncsy Lajos (1809–1854) | Fáncsy Lajos (1809–1854) | Fáncsy Lajos (1809–1854) | Fáncsy Lajos (1809–1854) |                         |                         | Meszlényi Mária (1813–1889) | Meszlényi Mária (1813–1889) | Meszlényi Mária (1813–1889) | Meszlényi Mária (1813–1889) | Meszlényi Mária (1813–1889)     | Meszlényi Mária (1813–1889)     |                                 |                                 | Jeremiás Karolina               | Jeremiás Karolina               | Jeremiás Karolina | Jeremiás Karolina | Jeremiás Karolina | Jeremiás Karolina |  |  | id. Lendvay Márton (1807–1858) | id. Lendvay Márton (1807–1858) | id. Lendvay Márton (1807–1858) | id. Lendvay Márton (1807–1858) | id. Lendvay Márton (1807–1858) | id. Lendvay Márton (1807–1858) |                          |                          | Laborfalvi Róza (1817–1886) | Laborfalvi Róza (1817–1886) | Laborfalvi Róza (1817–1886) | Laborfalvi Róza (1817–1886) | Laborfalvi Róza (1817–1886) | Laborfalvi Róza (1817–1886) |                          |                          | Jókai Mór (1825–1904)              | Jókai Mór (1825–1904)              | Jókai Mór (1825–1904)              | Jókai Mór (1825–1904)              | Jókai Mór (1825–1904)              | Jókai Mór (1825–1904)              |                          |                          | Nagy Bella (1879–1947)       | Nagy Bella (1879–1947)       | Nagy Bella (1879–1947)       | Nagy Bella (1879–1947)       | Nagy Bella (1879–1947)       | Nagy Bella (1879–1947)       |                          |                          | Jókay Károly (1814–1902) | Jókay Károly (1814–1902) | Jókay Károly (1814–1902) | Jókay Károly (1814–1902) | Jókay Károly (1814–1902) | Jókay Károly (1814–1902) |                         |                         | Jókai Eszter (1816–1889) | Jókai Eszter (1816–1889) | Jókai Eszter (1816–1889) | Jókai Eszter (1816–1889) | Jókai Eszter (1816–1889) | Jókai Eszter (1816–1889) |  |  | Váli Ferenc (1810–1882) | Váli Ferenc (1810–1882) | Váli Ferenc (1810–1882) | Váli Ferenc (1810–1882) | Váli Ferenc (1810–1882) | Váli Ferenc (1810–1882) |  |  |  |  |  |  |  |  |  |  |  |  |  |  |
|                          |                          |                          |                          |                          |                          |                         |                         |                             |                             |                             |                             |                                 |                                 |                                 |                                 |                                 |                                 |                   |                   |                   |                   |  |  |                                |                                |                                |                                |                                |                                |                          |                          |                             |                             |                             |                             |                             |                             |                          |                          |                                    |                                    |                                    |                                    |                                    |                                    |                          |                          |                              |                              |                              |                              |                              |                              |                          |                          |                          |                          |                          |                          |                          |                          |                         |                         |                          |                          |                          |                          |                          |                          |  |  |                         |                         |                         |                         |                         |                         |  |  |  |  |  |  |  |  |  |  |  |  |  |  |
|                          |                          |                          |                          |                          |                          |                         |                         |                             |                             |                             |                             |                                 |                                 |                                 |                                 |                                 |                                 |                   |                   |                   |                   |  |  |                                |                                |                                |                                |                                |                                |                          |                          |                             |                             |                             |                             |                             |                             |                          |                          |                                    |                                    |                                    |                                    |                                    |                                    |                          |                          |                              |                              |                              |                              |                              |                              |                          |                          |                          |                          |                          |                          |                          |                          |                         |                         |                          |                          |                          |                          |                          |                          |  |  |                         |                         |                         |                         |                         |                         |  |  |  |  |  |  |  |  |  |  |  |  |  |  |
|                          |                          |                          |                          | Fáncsy Ilka (1842–1904)  | Fáncsy Ilka (1842–1904)  | Fáncsy Ilka (1842–1904) | Fáncsy Ilka (1842–1904) | Fáncsy Ilka (1842–1904)     | Fáncsy Ilka (1842–1904)     |                             |                             | ifj. Lendvay Márton (1830–1875) | ifj. Lendvay Márton (1830–1875) | ifj. Lendvay Márton (1830–1875) | ifj. Lendvay Márton (1830–1875) | ifj. Lendvay Márton (1830–1875) | ifj. Lendvay Márton (1830–1875) |                   |                   |                   |                   |  |  |                                |                                |                                |                                | Benke Róza (1836–1861)         | Benke Róza (1836–1861)         | Benke Róza (1836–1861)   | Benke Róza (1836–1861)   | Benke Róza (1836–1861)      | Benke Róza (1836–1861)      |                             |                             |                             |                             |                          |                          | Rehrenbeck Szilveszter (1819–1910) | Rehrenbeck Szilveszter (1819–1910) | Rehrenbeck Szilveszter (1819–1910) | Rehrenbeck Szilveszter (1819–1910) | Rehrenbeck Szilveszter (1819–1910) | Rehrenbeck Szilveszter (1819–1910) |                          |                          | Linzmajer Jozefa (1822–1885) | Linzmajer Jozefa (1822–1885) | Linzmajer Jozefa (1822–1885) | Linzmajer Jozefa (1822–1885) | Linzmajer Jozefa (1822–1885) | Linzmajer Jozefa (1822–1885) |                          |                          |                          |                          |                          |                          |                          |                          |                         |                         |                          |                          |                          |                          |                          |                          |  |  |                         |                         |                         |                         |                         |                         |  |  |  |  |  |  |  |  |  |  |  |  |  |  |
|                          |                          |                          |                          | Fáncsy Ilka (1842–1904)  | Fáncsy Ilka (1842–1904)  | Fáncsy Ilka (1842–1904) | Fáncsy Ilka (1842–1904) | Fáncsy Ilka (1842–1904)     | Fáncsy Ilka (1842–1904)     |                             |                             | ifj. Lendvay Márton (1830–1875) | ifj. Lendvay Márton (1830–1875) | ifj. Lendvay Márton (1830–1875) | ifj. Lendvay Márton (1830–1875) | ifj. Lendvay Márton (1830–1875) | ifj. Lendvay Márton (1830–1875) |                   |                   |                   |                   |  |  |                                |                                |                                |                                | Benke Róza (1836–1861)         | Benke Róza (1836–1861)         | Benke Róza (1836–1861)   | Benke Róza (1836–1861)   | Benke Róza (1836–1861)      | Benke Róza (1836–1861)      |                             |                             |                             |                             |                          |                          | Rehrenbeck Szilveszter (1819–1910) | Rehrenbeck Szilveszter (1819–1910) | Rehrenbeck Szilveszter (1819–1910) | Rehrenbeck Szilveszter (1819–1910) | Rehrenbeck Szilveszter (1819–1910) | Rehrenbeck Szilveszter (1819–1910) |                          |                          | Linzmajer Jozefa (1822–1885) | Linzmajer Jozefa (1822–1885) | Linzmajer Jozefa (1822–1885) | Linzmajer Jozefa (1822–1885) | Linzmajer Jozefa (1822–1885) | Linzmajer Jozefa (1822–1885) |                          |                          |                          |                          |                          |                          |                          |                          |                         |                         |                          |                          |                          |                          |                          |                          |  |  |                         |                         |                         |                         |                         |                         |  |  |  |  |  |  |  |  |  |  |  |  |  |  |
|                          |                          |                          |                          |                          |                          |                         |                         |                             |                             |                             |                             |                                 |                                 |                                 |                                 |                                 |                                 |                   |                   |                   |                   |  |  |                                |                                |                                |                                |                                |                                |                          |                          |                             |                             |                             |                             |                             |                             |                          |                          |                                    |                                    |                                    |                                    |                                    |                                    |                          |                          |                              |                              |                              |                              |                              |                              |                          |                          |                          |                          |                          |                          |                          |                          |                         |                         |                          |                          |                          |                          |                          |                          |  |  |                         |                         |                         |                         |                         |                         |  |  |  |  |  |  |  |  |  |  |  |  |  |  |
|                          |                          |                          |                          |                          |                          |                         |                         |                             |                             |                             |                             |                                 |                                 |                                 |                                 |                                 |                                 |                   |                   |                   |                   |  |  |                                |                                |                                |                                |                                |                                |                          |                          |                             |                             |                             |                             |                             |                             |                          |                          |                                    |                                    |                                    |                                    |                                    |                                    |                          |                          |                              |                              |                              |                              |                              |                              |                          |                          |                          |                          |                          |                          |                          |                          |                         |                         |                          |                          |                          |                          |                          |                          |  |  |                         |                         |                         |                         |                         |                         |  |  |  |  |  |  |  |  |  |  |  |  |  |  |
|                          |                          |                          |                          |                          |                          |                         |                         |                             |                             |                             |                             |                                 |                                 |                                 |                                 |                                 |                                 |                   |                   |                   |                   |  |  |                                |                                |                                |                                | Jókai Róza (1861–1936)         | Jókai Róza (1861–1936)         | Jókai Róza (1861–1936)   | Jókai Róza (1861–1936)   | Jókai Róza (1861–1936)      | Jókai Róza (1861–1936)      |                             |                             | Feszty Árpád (1856–1914)    | Feszty Árpád (1856–1914)    | Feszty Árpád (1856–1914) | Feszty Árpád (1856–1914) | Feszty Árpád (1856–1914)           | Feszty Árpád (1856–1914)           |                                    |                                    | Feszty Adolf (1846–1900)           | Feszty Adolf (1846–1900)           | Feszty Adolf (1846–1900) | Feszty Adolf (1846–1900) | Feszty Adolf (1846–1900)     | Feszty Adolf (1846–1900)     |                              |                              | Feszty Gyula (1854–1912)     | Feszty Gyula (1854–1912)     | Feszty Gyula (1854–1912) | Feszty Gyula (1854–1912) | Feszty Gyula (1854–1912) | Feszty Gyula (1854–1912) |                          |                          | Feszty Béla (1868–1928)  | Feszty Béla (1868–1928)  | Feszty Béla (1868–1928) | Feszty Béla (1868–1928) | Feszty Béla (1868–1928)  | Feszty Béla (1868–1928)  |                          |                          |                          |                          |  |  |                         |                         |                         |                         |                         |                         |  |  |  |  |  |  |  |  |  |  |  |  |  |  |
|                          |                          |                          |                          |                          |                          |                         |                         |                             |                             |                             |                             |                                 |                                 |                                 |                                 |                                 |                                 |                   |                   |                   |                   |  |  |                                |                                |                                |                                | Jókai Róza (1861–1936)         | Jókai Róza (1861–1936)         | Jókai Róza (1861–1936)   | Jókai Róza (1861–1936)   | Jókai Róza (1861–1936)      | Jókai Róza (1861–1936)      |                             |                             | Feszty Árpád (1856–1914)    | Feszty Árpád (1856–1914)    | Feszty Árpád (1856–1914) | Feszty Árpád (1856–1914) | Feszty Árpád (1856–1914)           | Feszty Árpád (1856–1914)           |                                    |                                    | Feszty Adolf (1846–1900)           | Feszty Adolf (1846–1900)           | Feszty Adolf (1846–1900) | Feszty Adolf (1846–1900) | Feszty Adolf (1846–1900)     | Feszty Adolf (1846–1900)     |                              |                              | Feszty Gyula (1854–1912)     | Feszty Gyula (1854–1912)     | Feszty Gyula (1854–1912) | Feszty Gyula (1854–1912) | Feszty Gyula (1854–1912) | Feszty Gyula (1854–1912) |                          |                          | Feszty Béla (1868–1928)  | Feszty Béla (1868–1928)  | Feszty Béla (1868–1928) | Feszty Béla (1868–1928) | Feszty Béla (1868–1928)  | Feszty Béla (1868–1928)  |                          |                          |                          |                          |  |  |                         |                         |                         |                         |                         |                         |  |  |  |  |  |  |  |  |  |  |  |  |  |  |
|                          |                          |                          |                          |                          |                          |                         |                         |                             |                             |                             |                             |                                 |                                 |                                 |                                 |                                 |                                 |                   |                   |                   |                   |  |  |                                |                                |                                |                                |                                |                                |                          |                          |                             |                             |                             |                             |                             |                             |                          |                          |                                    |                                    |                                    |                                    |                                    |                                    |                          |                          |                              |                              |                              |                              |                              |                              |                          |                          |                          |                          |                          |                          |                          |                          |                         |                         |                          |                          |                          |                          |                          |                          |  |  |                         |                         |                         |                         |                         |                         |  |  |  |  |  |  |  |  |  |  |  |  |  |  |
|                          |                          |                          |                          |                          |                          |                         |                         |                             |                             |                             |                             |                                 |                                 |                                 |                                 |                                 |                                 |                   |                   |                   |                   |  |  |                                |                                |                                |                                |                                |                                |                          |                          | Feszty Masa (1895–1979)     |                             |                             |                             |                             |                             |                          |                          |                                    |                                    |                                    |                                    |                                    |                                    |                          |                          |                              |                              |                              |                              |                              |                              |                          |                          |                          |                          |                          |                          |                          |                          |                         |                         |                          |                          |                          |                          |                          |                          |  |  |                         |                         |                         |                         |                         |                         |  |  |  |  |  |  |  |  |  |  |  |  |  |  |
|                          |                          |                          |                          |                          |                          |                         |                         |                             |                             |                             |                             |                                 |                                 |                                 |                                 |                                 |                                 |                   |                   |                   |                   |  |  |                                |                                |                                |                                |                                |                                |                          |                          |                             |                             |                             |                             |                             |                             |                          |                          |                                    |                                    |                                    |                                    |                                    |                                    |                          |                          |                              |                              |                              |                              |                              |                              |                          |                          |                          |                          |                          |                          |                          |                          |                         |                         |                          |                          |                          |                          |                          |                          |  |  |                         |                         |                         |                         |                         |                         |  |  |  |  |  |  |  |  |  |  |  |  |  |  |